# Melissa Depraetere
Melissa Depraetere (ur. 12 maja 1992 w Kortrijku) – belgijska i flamandzka polityk, parlamentarzystka, w latach 2023–2024 tymczasowa przewodnicząca flamandzkich socjalistów (Vooruit), wicepremier i minister w rządzie regionalnym.

## Życiorys
Absolwentka nauk politycznych na Uniwersytecie Gandawskim. Działała w organizacji młodzieżowej Chirojeugd Vlaanderen. Dołączyła do flamandzkiej Partii Socjalistycznej (przemianowanej później na Vooruit). Była asystentką parlamentarną Alaina Topa. Została radną miejską w Harelbeke. W wyborach w 2019 uzyskała mandat deputowanej do Izby Reprezentantów (reelekcja w 2024).
W trakcie kadencji stanęła na czele frakcji poselskiej swojego ugrupowania. W listopadzie 2023 została tymczasową przewodniczącą partii (po rezygnacji złożonej przez Connera Rousseau). Obowiązki te wykonywała do lipca 2024. We wrześniu tegoż roku weszła w skład nowego rządu Regionu Flamandzkiego jako wicepremier i minister do spraw mieszkalnictwa, młodzieży, turystyki, energii i klimatu.